# Lukas Kačavenda
Lukas Kačavenda (Zagabria, 2 marzo 2003) è un calciatore croato, centrocampista del LASK, in prestito dalla Dinamo Zagabria.

## Biografia
Nato nella capitale croata da padre zagabrese e madre di Sisak.

## Caratteristiche tecniche
È un trequartista.

## Carriera

### Club
Lanciato in prima squadra da Samir Toplak insieme al coataneo Luka Stojković, il 3 aprile 2021 debutta nell'incontro casalingo di campionato perso 0-2 contro l'Hajduk Spalato. Un mese dopo mette a segno la sua prima rete con i Lokosi in occasione del match interno di campionato vinto 3-1 ai danni del Slaven Belupo. Il 21 settembre seguente esordisce in Coppa di Croazia disputando il match vinto ai rigori contro il Dugopolje per poi, un mese dopo, segnare la prima rete in tale competizione in casa del Varaždin (2-3).
Il 26 agosto 2023 viene ceduto in prestito alla Dinamo Zagabria.

### Nazionale
Dopo aver precedentemente giocato nella nazionale croata Under-18, il 2 settembre 2021 fa il suo debutto con la Croazia Under-21 scendendo in campo da titolare nella partita vinta 2-0 ai danni dell'Azerbaigian.
Il 16 novembre seguente segna la prima rete per i Mali Vatreni in occasione del match esterno contro l'Austria (1-3).
Nel 2023 partecipa agli Europei Under-21.

## Statistiche

### Cronologia presenze e reti in nazionale
| Cronologia completa delle presenze e delle reti in nazionale ― Croazia under 21 | Cronologia completa delle presenze e delle reti in nazionale ― Croazia under 21 | Cronologia completa delle presenze e delle reti in nazionale ― Croazia under 21 | Cronologia completa delle presenze e delle reti in nazionale ― Croazia under 21 | Cronologia completa delle presenze e delle reti in nazionale ― Croazia under 21 | Cronologia completa delle presenze e delle reti in nazionale ― Croazia under 21 | Cronologia completa delle presenze e delle reti in nazionale ― Croazia under 21 | Cronologia completa delle presenze e delle reti in nazionale ― Croazia under 21 |
| Data                                                                            | Città                                                                           | In casa                                                                         | Risultato                                                                       | Ospiti                                                                          | Competizione                                                                    | Reti                                                                            | Note                                                                            |
| ------------------------------------------------------------------------------- | ------------------------------------------------------------------------------- | ------------------------------------------------------------------------------- | ------------------------------------------------------------------------------- | ------------------------------------------------------------------------------- | ------------------------------------------------------------------------------- | ------------------------------------------------------------------------------- | ------------------------------------------------------------------------------- |
| 2-9-2021                                                                        | Velika Gorica                                                                   | Croazia under 21                                                                | 2 – 0                                                                           | Azerbaigian under 21                                                            | Qual. Europeo Under-21 2023                                                     | -                                                                               |                                                                                 |
| 7-9-2021                                                                        | Oulu                                                                            | Finlandia under 21                                                              | 0 – 2                                                                           | Croazia under 21                                                                | Qual. Europeo Under-21 2023                                                     | -                                                                               | 30’                                                                             |
| 8-10-2021                                                                       | Varaždin                                                                        | Croazia under 21                                                                | 3 – 2                                                                           | Norvegia under 21                                                               | Qual. Europeo Under-21 2023                                                     | -                                                                               |                                                                                 |
| 12-10-2021                                                                      | Sumqayıt                                                                        | Azerbaigian under 21                                                            | 1 – 5                                                                           | Croazia under 21                                                                | Qual. Europeo Under-21 2023                                                     | -                                                                               | 72’                                                                             |
| 11-11-2021                                                                      | Pola                                                                            | Croazia under 21                                                                | 2 – 0                                                                           | Estonia under 21                                                                | Qual. Europeo Under-21 2023                                                     | -                                                                               | 64’                                                                             |
| 16-11-2021                                                                      | Ried im Innkreis                                                                | Austria under 21                                                                | 1 – 3                                                                           | Croazia under 21                                                                | Qual. Europeo Under-21 2023                                                     | 1                                                                               | 90+2’                                                                           |
| 25-3-2022                                                                       | Varaždin                                                                        | Croazia under 21                                                                | 0 – 0                                                                           | Austria under 21                                                                | Qual. Europeo Under-21 2023                                                     | -                                                                               | 45’, 82’                                                                        |
| 3-6-2022                                                                        | Drammen                                                                         | Norvegia under 21                                                               | 3 – 2                                                                           | Croazia under 21                                                                | Qual. Europeo Under-21 2023                                                     | -                                                                               |                                                                                 |
| 8-6-2022                                                                        | Pärnu                                                                           | Estonia under 21                                                                | 0 – 4                                                                           | Croazia under 21                                                                | Qual. Europeo Under-21 2023                                                     | -                                                                               | 65’                                                                             |
| Totale                                                                          |                                                                                 | Presenze                                                                        | 9                                                                               |                                                                                 | Reti                                                                            | 1                                                                               |                                                                                 |